# Veikkausliiga 1995
Die Veikkausliiga 1995 war die sechste Spielzeit der höchsten finnischen Spielklasse im Fußball der Männer unter diesem Namen sowie die 65. Saison seit deren Einführung im Jahre 1930.
Haka Valkeakoski gewann nach 1960, 1962, 1965 und 1977 zum fünften Mal die finnische Meisterschaft. Außerdem gewann der Verein auch den zum zweiten Mal ausgetragenen Liga-Cup durch ein 4:2 über Titelverteidiger HJK Helsinki.

## Modus
Die 14 Mannschaften spielten an insgesamt 26 Spieltagen aufgeteilt in einer Hin- und einer Rückrunde jeweils zwei Mal gegeneinander  Da zur Saison 1996 die Liga um zwei Mannschaften verkleinert wurde, gab es drei direkte Absteiger. Zudem musste der Tabellendreizehnte zu zwei Relegationsspielen gegen den Zweiten der 2. Liga, der Ykkönen, um den Klassenerhalt antreten. Opfer dieser Änderung wurde unter anderem Titelverteidiger Tampereen Pallo-Veikot, der mit 24 Punkten abstieg.

## Teilnehmende Mannschaften
| Verein                 | Stadt        | Stadion                         | Kapazität |
| ---------------------- | ------------ | ------------------------------- | --------- |
| FC Jazz Pori           | Pori         | Stadion Pori                    | 12.300    |
| FF Jaro                | Jakobstad    | Jakobstads centralplan          | 04.600    |
| FinnPa Helsinki        | Helsinki     | Olympiastadion Helsinki         | 39.784    |
| Haka Valkeakoski       | Valkeakoski  | Tehtaan kenttä                  | 06.400    |
| Helsingin Ponnistus    | Helsinki     | Töölön Pallokenttä              | 04.000    |
| HJK Helsinki           | Helsinki     | Olympiastadion Helsinki         | 39.784    |
| Kuusysi Lahti          | Lahti        | Lahden kisapuisto               | 04.000    |
| Mikkelin Palloilijat   | Mikkeli      | Mikkelin urheilupuisto          | 07.000    |
| Myllykosken Pallo -47  | Anjalankoski | Anjalankosken jalkapallostadion | 04.167    |
| Rovaniemi PS           | Rovaniemi    | Rovaniemen keskuskenttä         | 02.800    |
| Ilves Tampere          | Tampere      | Tammela Stadion                 | 05.040    |
| Tampereen Pallo-Veikot | Tampere      | Tammela Stadion                 | 05.040    |
| Turku PS               | Turku        | Veritas-Stadion                 | 09.000    |
| Vaasan PS              | Vaasa        | Hietalahti Stadion              | 04.600    |

## Abschlusstabelle
| Pl. | Verein                     | Sp. | S  | U  | N  | Tore    | Diff. | Punkte |
| --- | -------------------------- | --- | -- | -- | -- | ------- | ----- | ------ |
| 1.  | Haka Valkeakoski           | 26  | 18 | 5  | 3  | 056:170 | +39   | 59     |
| 2.  | Myllykosken Pallo -47      | 26  | 16 | 5  | 5  | 045:200 | +25   | 53     |
| 3.  | HJK Helsinki               | 26  | 14 | 10 | 2  | 044:180 | +26   | 52     |
| 4.  | FC Jazz Pori               | 26  | 12 | 6  | 8  | 043:290 | +14   | 42     |
| 5.  | FF Jaro                    | 26  | 11 | 5  | 10 | 037:320 | +5    | 38     |
| 6.  | Turku PS (P)               | 26  | 10 | 6  | 10 | 033:320 | +1    | 36     |
| 7.  | Ilves Tampere              | 26  | 9  | 7  | 10 | 036:390 | −3    | 34     |
| 8.  | FinnPa Helsinki            | 26  | 9  | 5  | 12 | 040:400 | ±0    | 32     |
| 9.  | Rovaniemi PS               | 26  | 8  | 8  | 10 | 029:300 | −1    | 32     |
| 10. | Vaasan PS (N)              | 26  | 10 | 2  | 14 | 026:340 | −8    | 32     |
| 11. | Mikkelin Palloilijat       | 26  | 7  | 7  | 12 | 023:350 | −12   | 28     |
| 12. | Tampereen Pallo-Veikot (M) | 26  | 6  | 6  | 14 | 033:480 | −15   | 24     |
| 13. | Kuusysi Lahti              | 26  | 6  | 5  | 15 | 023:500 | −27   | 23     |
| 14. | Helsingin Ponnistus (N)    | 26  | 6  | 3  | 17 | 019:630 | −44   | 21     |

Platzierungskriterien: 1. Punkte – 2. Tordifferenz – 3. geschossene Tore

| (M) | amtierender Meister     |
| (P) | amtierender Pokalsieger |
| (N) | Neuaufsteiger           |

## Kreuztabelle
| 1995 | 1995                   | Haka Valkeakoski | Myllykosken Pallo -47 | HJK Helsinki | FC Jazz Pori | FF Jaro | Turku PS | Ilves Tampere | FinnPa Helsinki | Rovaniemi PS | Vaasan PS | Mikkelin Palloilijat | Tampereen Pallo-Veikot | Kuusysi Lahti | Helsingin Ponnistus |
| 1.   | Haka Valkeakoski       |                  | 3:0                   | 2:2          | 5:0          | 1:1     | 1:1      | 0:1           | 0:0             | 4:2          | 2:0       | 4:0                  | 1:0                    | 4:1           | 3:0                 |
| 2.   | Myllykosken Pallo -47  | 3:1              |                       | 1:0          | 1:1          | 2:0     | 3:0      | 4:0           | 1:2             | 0:0          | 3:1       | 1:0                  | 1:1                    | 3:2           | 5:0                 |
| 3.   | HJK Helsinki           | 2:0              | 1:1                   |              | 1:2          | 0:0     | 0:0      | 4:0           | 2:0             | 1:0          | 4:1       | 0:0                  | 1:1                    | 2:0           | 5:0                 |
| 4.   | FC Jazz Pori           | 0:1              | 0:0                   | 1:2          |              | 2:0     | 4:1      | 2:2           | 3:1             | 4:0          | 1:2       | 0:2                  | 4:1                    | 3:0           | 3:0                 |
| 5.   | FF Jaro                | 1:3              | 1:3                   | 1:2          | 0:2          |         | 4:2      | 1:2           | 3:1             | 0:1          | 1:0       | 4:0                  | 4:2                    | 3:0           | 3:0                 |
| 6.   | Turku PS               | 1:3              | 1:3                   | 0:0          | 2:1          | 3:0     |          | 2:1           | 5:1             | 1:0          | 2:1       | 0:0                  | 3:0                    | 0:1           | 0:0                 |
| 7.   | Ilves Tampere          | 0:1              | 0:2                   | 1:1          | 0:0          | 2:3     | 1:4      |               | 0:0             | 1:0          | 1:0       | 5:1                  | 4:2                    | 1:1           | 1:1                 |
| 8.   | FinnPa Helsinki        | 1:3              | 0:2                   | 0:1          | 4:0          | 1:1     | 1:0      | 1:3           |                 | 4:2          | 0:1       | 2:2                  | 1:1                    | 0:0           | 4:0                 |
| 9.   | Rovaniemi PS           | 0:1              | 3:1                   | 2:3          | 1:1          | 1:1     | 0:1      | 3:2           | 0:0             |              | 2:0       | 0:0                  | 3:4                    | 1:1           | 4:1                 |
| 10.  | Vaasan PS              | 1:1              | 1:0                   | 0:1          | 1:0          | 1:0     | 1:0      | 1:0           | 1:3             | 0:0          |           | 0:1                  | 2:1                    | 4:0           | 2:3                 |
| 11.  | Mikkelin Palloilijat   | 0:3              | 0:1                   | 2:2          | 1:3          | 0:1     | 3:1      | 1:1           | 3:0             | 2:1          | 2:0       |                      | 0:1                    | 0:1           | 1:0                 |
| 12.  | Tampereen Pallo-Veikot | 0:2              | 1:0                   | 2:4          | 1:1          | 0:1     | 1:1      | 1:2           | 4:3             | 1:3          | 0:1       | 1:1                  |                        | 4:1           | 4:1                 |
| 13.  | Kuusysi Lahti          | 0:1              | 1:3                   | 1:1          | 0:3          | 1:1     | 0:1      | 3:2           | 3:1             | 0:1          | 0:1       | 2:1                  | 0:0                    |               | 3:1                 |
| 14.  | Helsingin Ponnistus    | 0:6              | 0:1                   | 0:2          | 0:2          | 0:2     | 2:1      | 0:3           | 1:2             | 0:0          | 3:2       | 2:1                  | 1:0                    | 3:1           |                     |

## Relegation
|                            | Gesamt |                      | Hinspiel | Rückspiel |
| -------------------------- | ------ | -------------------- | -------- | --------- |
| Kotkan Työväen Palloilijat | 0:3    | Mikkelin Palloilijat | 0:1      | 0:2       |

Somit verblieb Mikkeli in der Veikkausliiga. Aus der Ykkönen stieg Inter Turku direkt auf.

## Torschützenliste
| Pl. | Nat.      | Spieler           | Verein           | Tore |
| --- | --------- | ----------------- | ---------------- | ---- |
| 1   | Russland  | Waleri Popowitsch | Haka Valkeakoski | 21   |
| 2   | Brasilien | Luiz Antonio      | FC Jazz Pori     | 14   |
| 3   | Finnland  | Miikka Kajander   | Ilves Tampere    | 13   |
| 4   | Finnland  | Jari Vanhala      | FF Jaro          | 12   |
| 5   | Finnland  | Ari Hjelm         | HJK Helsinki     | 11   |

## Abschneiden im Europapokal 1995/96
Während der Veikkausliiga-Saison 1995 waren drei finnische Mannschaften bei internationalen Wettbewerben im Einsatz, die sich nach der Veikkausliiga-Saison 1994 dafür qualifiziert hatten:
- Meister Tampereen Pallo-Veikot (UEFA-Pokal 1995/96)
  - Vorrunde: 0:4 und 1:3 gegen  Viking Stavanger
- Vizemeister Myllykosken Pallo -47 (UEFA-Pokal 1995/96)
  - Vorrunde: 3:1 und 2:0 gegen  FC Motherwell
  - 1. Runde: 1:1 und 1:7 gegen  PSV Eindhoven
- Dritter HJK Helsinki (UEFA Intertoto Cup 1995)
  - Gruppenphase: 3. von 5 Mannschaften (Gruppe 5)
- Pokalsieger Turku PS (Europapokal der Pokalsieger 1995/96)
  - Vorrunde: 1:0 und 0:3 gegen  KS Teuta Durrës

## Abschneiden im Europapokal 1996/97
Fünf Vereine qualifizierten sich nach der Veikkausliiga-Saison 1995 für internationale Wettbewerbe in der Saison 1996/97:
- Meister Haka Valkeakoski (UEFA-Pokal 1996/97)
  - Vorrunde: 2:2 und 1:0 gegen  FC Flora Tallinn
  - Qualifik: 0:3 und 1:1 gegen  Legia Warschau
- Dritter HJK Helsinki (UEFA-Pokal 1996/97)
  - Vorrunde: 1:3 und 5:2 n. V. gegen  FC Pjunik Jerewan
  - Qualifik: 2:2 und 0:2 gegen  Tschornomorez Odessa
- Vierter FC Jazz Pori (UEFA-Pokal 1996/97)
  - Vorrunde: 3:1 und 1:0 gegen  GÍ Gøta
  - Qualifik: 1:1 und 1:3 gegen  Dynamo Moskau
- Fünfter FF Jaro (UEFA Intertoto Cup 1996)
  - Gruppenphase: 3. von 5 Mannschaften (Gruppe 12)
- Pokalsieger Myllykosken Pallo -47 (Europapokal der Pokalsieger 1996/97)
  - Qualifik: 1:0 und 1:1 n. V. gegen  FK Qarabağ Ağdam
  - 1. Runde: 0:1 und 1:3 gegen  FC Liverpool